# Campionati europei di windsurf 2015
I Campionati europei di windsurf 2015 sono stati la 10ª edizione della competizione.
Si sono svolti a Mondello, una frazione di Palermo, in Italia, dal 20 al 27 giugno 2017.

## Medagliere
| Pos.   | Nazione     | Oro | Argento | Bronzo | Totale |
| ------ | ----------- | --- | ------- | ------ | ------ |
| 1      | Polonia     | 1   | 1       | 1      | 3      |
| 2      | Regno Unito | 1   | 0       | 0      | 1      |
| 3      | Paesi Bassi | 0   | 1       | 0      | 1      |
| 4      | Francia     | 0   | 0       | 1      | 1      |
| Totale | Totale      | 2   | 2       | 2      | 6      |

## Podi
| Evento    | Oro             | Argento                | Bronzo                |
| Maschile  | Paweł Tarnowski | Dorian van Rijsselberg | Louis Giard           |
| Femminile | Bryony Shaw     | Malgorzata Bialecka    | Zofia Noceti-Klepacka |